# ハレド・バドラ
ハレド・バドラ（Khaled Badra、1973年4月8日 - ）は、チュニジアの元サッカー選手。元チュニジア代表。ポジションはディフェンダー。

## 来歴
1995年10月にチュニジア代表デビュー。アフリカネイションズカップ1996では31年ぶりの決勝進出を果たした。1998 FIFAワールドカップ、2002 FIFAワールドカップにも出場した。アフリカネイションズカップ2004では、準決勝・ナイジェリア戦で0-1の82分に同点ゴールをあげ、1-1のままPK戦で勝利した。決勝でチュニジアは勝利し、大会初優勝を果たした。2006年までに96試合に出場、10得点をあげた。

## 代表歴

### 出場大会
- チュニジア代表
  - 1998 FIFAワールドカップ
  - 2002 FIFAワールドカップ

### 試合数
- 国際Aマッチ 96試合 10得点（1995年-2006年）[1]

| チュニジア代表 | 国際Aマッチ | 国際Aマッチ |
| 年             | 出場        | 得点        |
| -------------- | ----------- | ----------- |
| 1995           | 3           | 0           |
| 1996           | 5           | 0           |
| 1997           | 12          | 2           |
| 1998           | 13          | 4           |
| 1999           | 7           | 0           |
| 2000           | 16          | 1           |
| 2001           | 11          | 2           |
| 2002           | 11          | 0           |
| 2003           | 5           | 0           |
| 2004           | 10          | 1           |
| 2005           | 1           | 0           |
| 2006           | 2           | 0           |
| 通算           | 96          | 10          |